# ۵۲۶ (پیش از میلاد)
۵۲۶ (پیش از میلاد) ۵۲۶مین سال قبل از تقویم میلادی است.